# 하이어 뮤직
하이어 뮤직(영어: H1GHR MUSIC)은 AOMG의 대표 박재범과 공동대표 차 차 말론이 설립한 대한민국의 힙합 레이블이다.

## 소속 아티스트

### 한국
- pH-1 (박준원)
- 우디 고차일드 (Woodie Gochild) (곽우재)
- 빅나티 (Big Naughty) (서동현)
- TRADE L (이승훈)
- 써밋 (DJ SMMT) (정성민)
- 박현진
- 릴보이 (긱스)
- 심아론

### 해외
- 차 차 말론 (Cha Cha Malone)
- Yultron
- 28AV
- Phe REDS
- Souf Souf
- $hotta Pi$tol
- G Baby

## 과거 소속 아티스트
- Raz Simone[1]
- Ted Park[2]
- 우기 (WOOGIE) (박제욱) - 2022년 6월 3일에 계약 만료
- 식케이 (Sik-K) (권민식) - 2022년 7월 25일에 계약 만료
- JAY B (Def., GOT7) - 2022년 7월 25일에 계약 만료
- HAON - 2023년 5월 8일에 계약 만료
- GroovyRoom  - 2024년 7월 20일에 계약 만료
- JMIN（Jonathan min）- 2024년 7월 27일에 계약 만료

## 디스코그래피
컴필레이션 음반
- H1GHR : RED TAPE (2020)
- H1GHR : BLUE TAPE (2020)

## 수상 및 후보
|                  |      |                   |                                    |      |
| 시상식           | 연도 | 시상 부문         | 후보/작품                          | 결과 |
| 한국 힙합 어워즈 | 2021 | 올해의 힙합 앨범  | H1ghr: Red Tape / H1ghr: Blue Tape | 후보 |
| 한국 힙합 어워즈 | 2021 | 올해의 힙합 트랙  | "The Purge"                        | 후보 |
| 한국 힙합 어워즈 | 2021 | 올해의 뮤직비디오 | "The Purge"                        | 수상 |
| 한국 힙합 어워즈 | 2021 | 올해의 레이블     | H1ghr Music                        | 수상 |